# Gare de Clichy - Levallois
Ne doit pas être confondu avec Gare de la Porte de Clichy, Gare de l'avenue de Clichy ou Gare de Pereire - Levallois.
La gare de Clichy - Levallois est une gare ferroviaire française de la ligne de Paris-Saint-Lazare au Havre, située à Levallois-Perret, à la limite de Clichy (département des Hauts-de-Seine).
C'est une gare de la Société nationale des chemins de fer français (SNCF) desservie par les trains de la ligne L du Transilien (réseau Paris-Saint-Lazare). Elle se situe à une distance de 3,2 km de la gare de Paris-Saint-Lazare.

## Situation ferroviaire
La gare de Clichy - Levallois est située au nord-est du centre-ville en remblai. Établie à 36,5 m d'altitude, elle se situe au point kilométrique (PK) 3,203 sur les lignes suivantes : 
- ligne de Paris-Saint-Lazare à Versailles-Rive-Droite (Groupe II) ;
- ligne de Paris-Saint-Lazare à Saint-Germain-en-Laye (Groupe III) ;
- ligne de Paris-Saint-Lazare à Ermont - Eaubonne (Groupe IV) ;
- ligne de Paris-Saint-Lazare au Havre (Groupe V) ;
- ligne de Paris-Saint-Lazare à Mantes-Station par Conflans-Sainte-Honorine (Groupe VI).

## Histoire

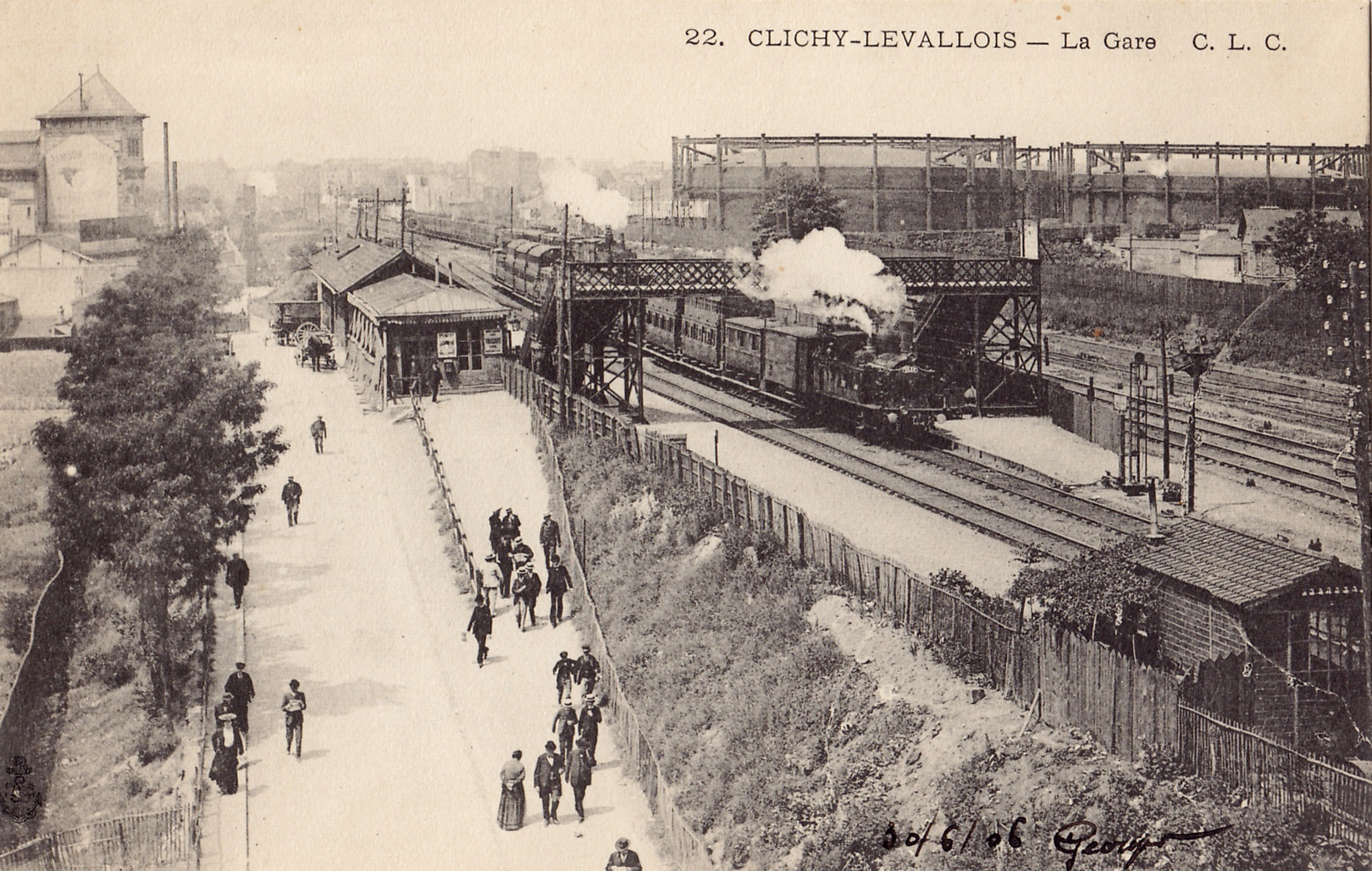
La première gare, dans les années 1900.

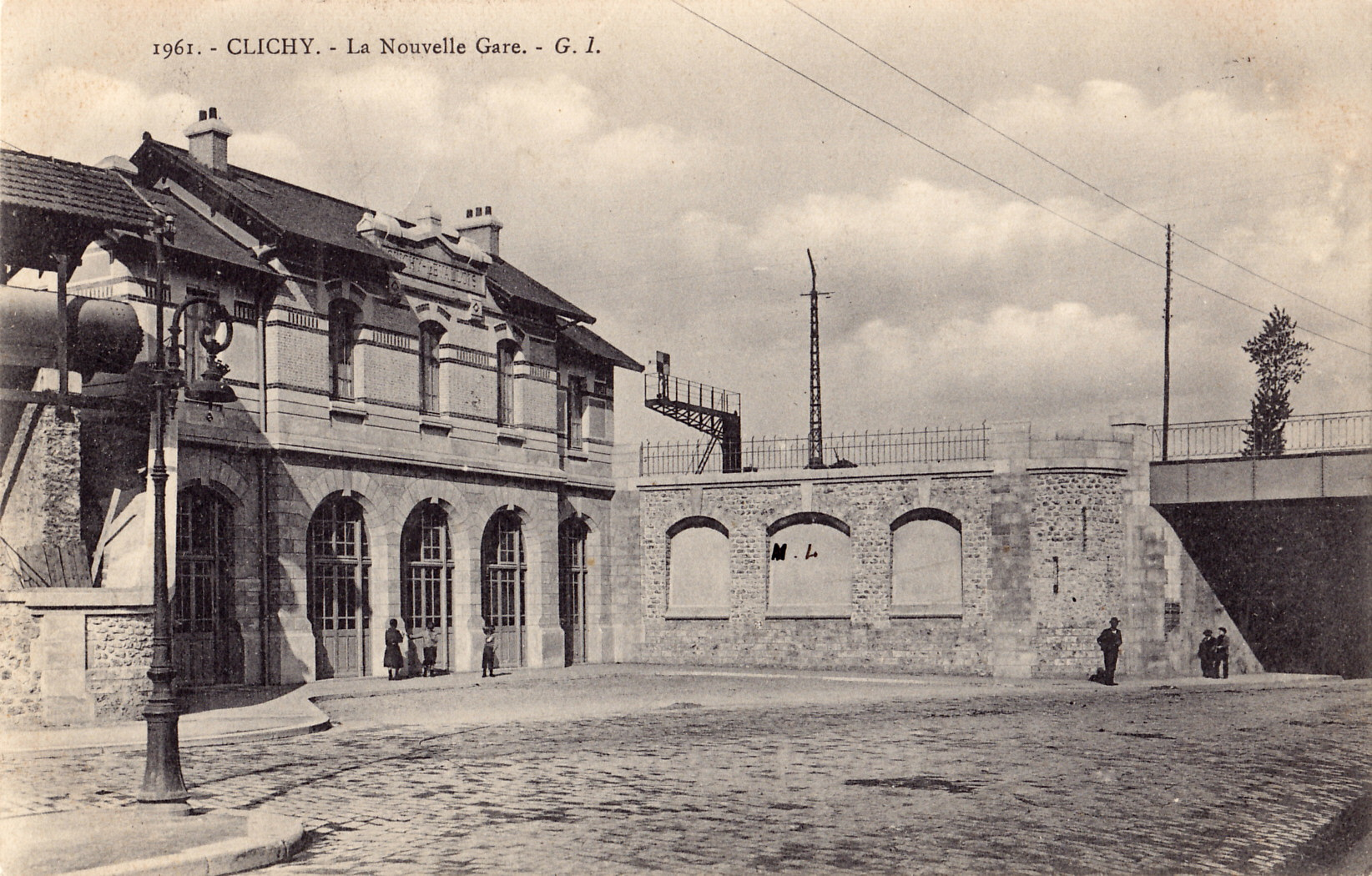
La « nouvelle gare », vers 1904.

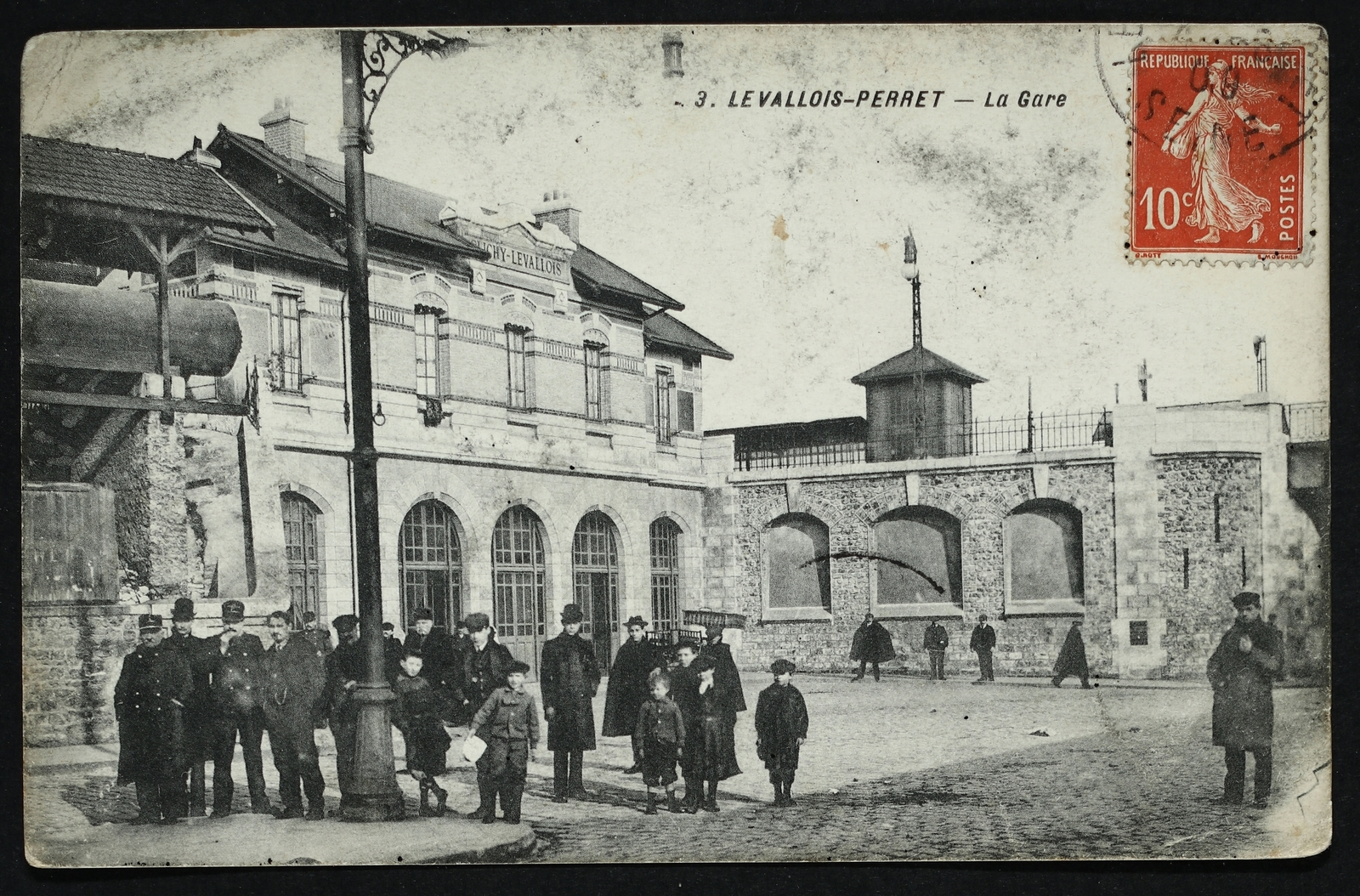
La nouvelle gare, plus tard.

La gare est ouverte le 5 juillet 1838, mais cette ouverture est brève : elle ferme dès le 13 août, faute de voyageurs. Entre 1842 et 1844, une nouvelle tentative se solde également par un échec. Une gare est enfin ouverte le 4 octobre 1869 sur la ligne de Versailles, au point kilométrique (PK) 3,500. En 1902, à la suite d'une demande des communes concernées, une nouvelle gare est établie au PK 3,203.
Le 3 février 1880, une collision entre deux trains, survenue peu avant la gare en venant de Paris-Saint-Lazare, fit seize morts et plus de quatre-vingts blessés.
Le trafic montant quotidien est de 1 067 voyageurs par jour en 1893. Il atteint 2 760 voyageurs en 1938, 5 444 en 1973 et enfin 10 300 voyageurs par jour en 2003.
Le 5 août 1918, durant la première Guerre mondiale, un obus lancé par la Grosse Bertha tombe sur la gare. 
En 2018, selon les estimations de la SNCF, la fréquentation annuelle de la gare est de 30 233 600 voyageurs (nombre arrondi à la centaine la plus proche).

## Services voyageurs

### Accueil
La gare dispose de deux accès :
- l'accès principal, place du 8-Mai-1945, où se situe le bâtiment voyageurs ;
- l'accès secondaire, par un passage souterrain qui débouche sous les voies ferrées, à la limite de la rue Paul-Vaillant-Couturier (Levallois-Perret) et de la rue de Neuilly (Clichy).

### Desserte
Elle est desservie par les trains de la ligne L du réseau Transilien Paris Saint-Lazare : 
- ceux du groupe II, reliant Paris Saint-Lazare à Versailles Rive-Droite. La fréquence est d'un train toutes les quinze minutes aux heures creuses du lundi au dimanche, dix minutes aux heures de pointe du lundi au vendredi, trente minutes tous les jours en soirée.
- ceux du groupe III, reliant Paris-Saint-Lazare à Nanterre-Université et Cergy-le-Haut (limité à Maisons-Laffitte le week-end). La fréquence est d'un train toutes les dix minutes aux heures creuses du lundi au dimanche, de douze trains par heure aux heures de pointe du lundi au vendredi et de quatre trains par heure tous les jours en soirée.

En direction de Saint-Lazare, le cumul des deux groupes offre dix trains par heure aux heures creuses et dix-huit trains par heure aux heures de pointe, soit presque un train toutes les trois minutes. Le temps de parcours est de 2 minutes pour rejoindre Pont-Cardinet et six minutes pour Saint-Lazare. Il est de huit minutes pour rejoindre La Défense.

#### Desserte par le groupe II
Depuis la refonte de la desserte du groupe II, pour le service annuel 2016, dont la mise en application était prévue pour le 13 décembre 2015, les trains de la branche de Versailles-Rive-Droite marquent un arrêt supplémentaire en gare de Clichy - Levallois dans les deux sens de circulation (Paris - Versailles et Versailles - Paris), aux heures creuses comme aux heures de pointe. Ce renforcement a permis de mieux desservir les communes de Clichy et Levallois-Perret, et d'avoir un accès direct sur le quartier d'affaires de la Défense.

### Intermodalité
La gare est desservie par les lignes 174 et 341 du réseau de bus RATP et par le service urbain « La navette » (lignes verte et jaune).